# CorWave
CorWave est une société française créée en 2011 et spécialisée les pompes sanguines d'assistance ventriculaire. Elle est membre de l'indice French Tech 120 depuis février 2021.

## Histoire
Au début des années 2000, Jean-Baptiste Drevet, ingénieur des Arts et métiers (décédé en 2022), invente dans sa cuisine une technologie de pompes pulsées, destinée initialement aux hydroliennes puis appliquée au sang.
La société CorWave est créée fin 2011, dans la pépinière de Cochin. Le fonctionnement physiologique est prouvé dès 2016. Un essai préclinique est réussi fin 2017. La société est alors transférée dans le bâtiment Equinox, et occupe 2400 m2 sur 3 niveaux à Clichy-la-Garenne,. A l'été 2020, elle fait partie des 44 candidats sélectionnés dans le programme européen EIC Accelerator. Elle obtient 35 millions d'euros des investisseurs en 2020. En 2021, l'australien Michael Webb est recruté pour organiser la production. Au printemps 2023, la société obtient un capital supplémentaire de 61 millions d'euros de ses actionnaires.

## Le produit
Grâce à une membrane ondulante, la pompe délivre le sang au rythme d'un cœur humain normal. Le débit est variable selon l'activité de la personne concernée. 
Le produit est protégé par 15 brevets. Les tests préliminaires sur des moutons ont été publiés en 2022.
Le principal défi du développement du produit est d'éviter les hémorragies digestives et les AVC,,. CorWave espère avoir 2 fois moins de complications que son concurrent Abbott, dont le produit HeartMate 3 génère 700 millions de dollars par an,.

## Le marché
La société estime que 1,5 million de personnes en France et 64 millions dans le monde souffrent d'insuffisance cardiaque. En 2018, le marché mondial représente environ 10 000 implantations par an, dont 95% réalisées avec les produits de Thoratec (Abbott) et Heartware (Medtronic) vendus à environ 100 000 dollars l'unité, et implantés dans 400 centres essentiellement aux Etats-Unis et en Allemagne. CorWave est aussi concurrencée par une autre société française, Fineheart à Pessac.
En 2023, au terme d'un investissement de 18 millions d'euros pour la production, la société fabrique 100 pompes par an. Lorsqu'elle aura obtenu le marquage CE et réalisé les essais cliniques, elle estime pouvoir en fabriquer 1000 par an à Clichy, ce qui représenterait un chiffre d'affaires de 100 000 000€, et espère passer ultérieurement à 10 000 par an sur le même site.